# (48628) Janetfender
(48628) Janetfender (1995 RD) – planetoida z pasa głównego asteroid okrążająca Słońce w ciągu 3,44 lat w średniej odległości 2,28 j.a. Odkryta 7 września 1995 roku.